# 烏爾里希二世 (東菲士蘭)
烏爾里希二世（德語：Ulrich II.，1605年7月6日—1648年11月1日），東菲士蘭伯爵，埃諾三世的幼子，1628年至1648年在位。

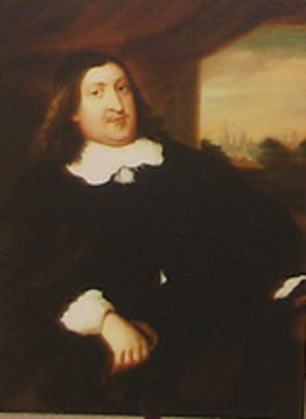
烏爾里希二世

## 家庭
1631年，烏爾里希與黑森-達姆施塔特的朱麗安妮結婚，兩人共有三個兒子：
1. 埃諾·路德維希（1632年—1660年）
2. 格奧爾格·克里斯蒂安（1634年—1665年）
3. 埃德查德·斐迪南（英语：Count Ferdinand Edzard of East Frisia）（1636年—1668年）